# Michael McCaul
Michael Thomas McCaul Sr. (Dallas, 14 de enero de 1962) es un abogado y político estadounidense que se desempeña como miembro de la Cámara de Representantes de los Estados Unidos por el 10.º distrito congresional de Texas desde 2005. Miembro del Partido Republicano, presidió el Comité de Seguridad Nacional de la Cámara desde 2013 a 2019. Su distrito se extiende desde Austin hasta Houston.
McCaul se convirtió en presidente del Comité de Asuntos Exteriores de la Cámara desde 2023.

## Primeros años, educación y carrera legal
Nacido en Dallas, hijo de Frances Jane (Lott) y James Addington McCaul, Jr., McCaul tiene ascendencia inglesa, irlandesa y alemana. Se graduó de la Escuela Preparatoria del Colegio Jesuita de Dallas y obtuvo una Licenciatura en Historia de la Universidad Trinity de San Antonio en 1984 y un Doctorado en Jurisprudencia de la Universidad St. Mary's tres años después. McCaul también completó una beca para ejecutivos senior en la Escuela Harvard Kennedy.
McCaul trabajó como abogado y fiscal federal antes de ingresar a la política. Fue el Jefe de Contraterrorismo y Seguridad Nacional de la rama de Texas de la oficina del Fiscal Federal, y también trabajó para la Sección de Integridad Pública del Departamento de Justicia. Después de su partida, McCaul asumió el cargo de Fiscal General Adjunto en 1999 en la Oficina del Fiscal General de Texas y ocupó este cargo hasta 2002.

## Congresista
McCaul se postuló por primera vez para la Cámara de Representantes de los EE. UU. en 2004 y ganó unas primarias republicanas llenas de gente en el recién creado Distrito 10. Se pensaba que el distrito, que incluía parte de Austin, la parte occidental del condado de Harris y varios condados rurales intermedios, era tan republicano que ningún candidato demócrata se presentó, lo que le otorgó el escaño.
En 2006 derrotó al candidato demócrata Ted Ankrum y al excandidato presidencial libertario Michael Badnarik con el 55% de los votos. McCaul fue reelegido nuevamente en 2008, contra el candidato demócrata Larry Joe Doherty y el candidato libertario Matt Finkel, 54% a 43%.
Cuatro años más tarde, fue reelegido para un cuarto mandato con el 76 % de los votos contra Ankrum (22 %) y el candidato libertario Jeremiah "JP" Perkins (1 %). McCaul ganó un séptimo mandato en 2016 con 179.221 votos (57,3%) frente a los 120.170 (38,4%) del candidato demócrata Tawana W. Cadien. El libertario Bill Kelsey recibió 13.209 (4,2%).
En 2018, McCaul ganó un octavo mandato en la Cámara con 157.166 votos (51,1%) frente a los 144.034 (46,8%) del candidato demócrata Mike Siegel y los 6.627 votos (2,5%) del libertario Mike Ryan. Fue la carrera más reñida de la carrera de McCaul.
Fue elegido para un noveno mandato en 2020, derrotando nuevamente a Siegel.

## Posiciones políticas

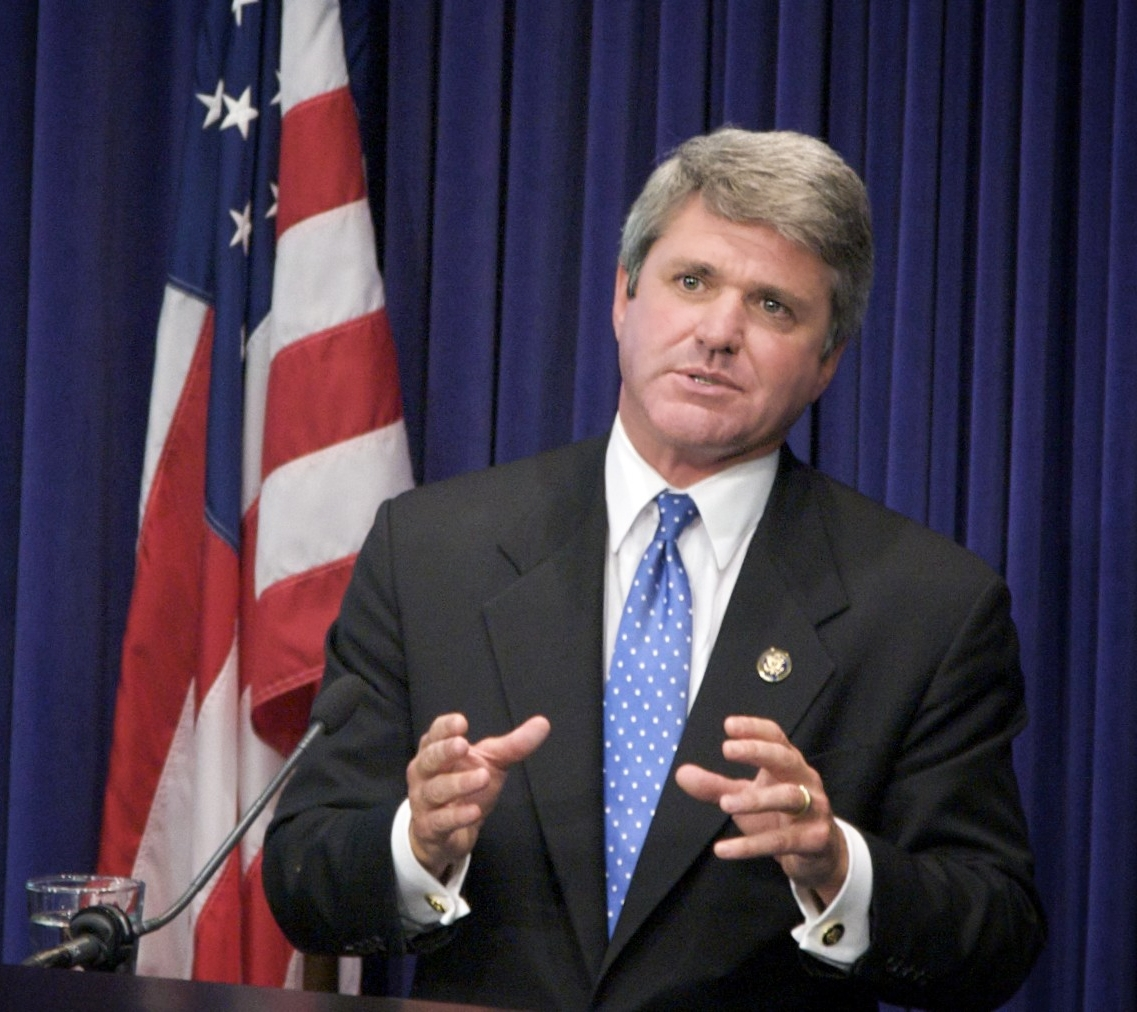
El congresista McCaul aborda la seguridad cibernética en la Universidad de Rice

El 11 de diciembre de 2013, McCaul presentó una legislación para exigir que el Secretario del Departamento de Seguridad Nacional (DHS) realice actividades de seguridad cibernética en nombre del gobierno federal y codifique el papel del DHS en la prevención y respuesta a incidentes de seguridad cibernética relacionados con la tecnología de la información (TI). sistemas de agencias civiles federales e infraestructura crítica en los Estados Unidos. McCaul dijo que el proyecto de ley era "un paso importante para abordar la amenaza cibernética".

#### Donald Trump
El 18 de diciembre de 2019, McCaul votó en contra de ambos artículos de juicio político contra el presidente Donald Trump. De los 195 republicanos que votaron, todos votaron en contra de ambos artículos de juicio político.

#### Relaciones Exteriores
McCaul preside el Comité de Asuntos Exteriores de la Cámara desde 2023.
En abril de 2019, McCaul se pronunció en contra de una resolución que pondría fin a la participación de Estados Unidos en la Guerra Civil de Yemen, diciendo que "interrumpiría los acuerdos de cooperación de seguridad de Estados Unidos con más de 100 países".
En 2021, McCaul apoyó firmemente los ataques aéreos del presidente Joe Biden contra objetivos iraníes en Siria.
McCaul dijo que apoya armar fuertemente a Ucrania con las armas que necesita para ganar la guerra ruso-ucraniana. Él cree que Estados Unidos debería enviar aviones de combate y más misiles a Ucrania. En febrero de 2023, McCaul se reunió con el presidente de Ucrania en Kiev y abogó por que Estados Unidos enviara más ayuda militar a Ucrania, especialmente ATACMS.
En abril de 2023, durante una reunión con funcionarios taiwaneses, McCaul comparó al presidente chino, Xi Jinping, con Hitler.
En julio de 2023, McCaul junto al presidente del Comité de Relaciones Exteriores del Senado Bob Menendez, pidieron sanciones al presidente Joe Biden contra los "responsables por amenazar la democracia" en Guatemala en el marco de los eventos ocurridos en las elecciones generales de 2023. En concreto se refieren a los intentos del Ministerio Público de Guatemala en revocar el registro del partido político Movimiento Semilla, que avanzó a la segunda vuelta electoral.

#### Inmigración
McCaul apoyó las propuestas del presidente Donald Trump de construir un muro a lo largo de la frontera entre México y Estados Unidos. Apoya la política de Quédate en México.

## Vida personal
McCaul está casado con Linda Mays McCaul, hija del fundador y expresidente de Clear Channel Communications, Lowry Mays, y hermana de su ex director ejecutivo Mark Mays. En 2011, Roll Call nombró a McCaul como uno de los miembros más ricos del Congreso de los Estados Unidos, superando al entonces senador estadounidense John Kerry. Su patrimonio neto se estimó en $ 294 millones, aproximadamente un 300% más que el año anterior ($ 74 millones). En 2004, la misma publicación estimó su patrimonio neto en 12 millones de dólares. Su aumento de riqueza se debió a las grandes transferencias monetarias de la familia de su esposa.
McCaul y su familia viven en West Lake Hills, Texas, un suburbio rico de Austin, Texas.